# 松平光慈
松平 光慈（まつだいら みつちか）は、山城淀藩の第2代藩主。のち志摩鳥羽藩主となり、信濃松本藩の初代藩主となる。戸田松平家6代。英明の人とされ、松本藩戸田松平家治世の基礎を築いた。

## 生涯
正徳2年（1712年）9月22日、淀藩初代藩主松平光煕の三男として生まれる。享保元年（1716年）4月27日に叔父の戸田光規（松平光永三男、旗本3000俵）の養嗣子として家督を継ぎ、寄合に列した。しかし同年10月22日、実父光煕の嫡子となった。本家を継ぐはずだった長兄（太郎松）や次兄（亀四郎）が相次いで早世したためである。なお、旗本戸田家は絶家となる。
享保2年（1717年）11月1日、父の死去により跡を継ぐ。同時に志摩鳥羽に移封された。享保8年（1723年）4月1日、将軍徳川吉宗に御目見する。享保10年（1725年）10月18日、鳥羽藩から信濃松本へ移封となる。同年12月18日、従五位下・丹波守に叙位・任官する。享保13年（1728年）4月1日、将軍徳川吉宗の日光参詣の警衛にあたる。享保15年（1730年）9月23日、初入国の許可を得る。享保16年（1731年）8月11日から21日にかけて領内を巡視する。なお、享保12年（1727年）閏1月、本丸御殿が火災で焼失しており、財政難で再建できず、二の丸御殿を政庁として使用した。
享保17年（1732年）に死去した。享年21。跡を養子で弟の光雄が継いだ。

## 系譜
父母
- 松平光煕（実父）
- 都筑氏 - 側室（実母）
- 戸田光規（養父）

側室
- 新家氏

子女
- 青山幸道正室のち建部長教正室、生母は新家氏（側室）

養子
- 松平光雄 - 実弟